# Náhodná sekvence
Náhodná sekvence je tvořena posloupností čísel, jejíž prvky jsou hodnotami náhodné veličiny při náhodných pokusech. Výskyt určitého čísla na určité pozici posloupnosti je náhodný jev a nelze jej s jistotou předpovědět, lze pouze určit jeho pravděpodobnost.
Jejich uplatnění lze najít v informatice (kryptografie, numerické metody, počítačové hry), kde vzhledem k deterministickému chování počítačů bývají nahrazena pseudonáhodnými čísly. Pro účely, kde pseudonáhodná čísla nepostačují (především z důvodu bezpečnosti), lze generovat náhodná čísla vyhodnocením náhodné veličiny. Příkladem může být měření intervalů mezi stisknutím kláves na klávesnici nebo snímání bílého šumu u nezapojeného vstupu zvukové karty. Existují i hardwarové generátory náhodných čísel.